# Tres discursos en ocasiones imaginadas
Tres discursos en ocasiones imaginadas es una obra del filósofo Søren Kierkegaard fechada el 29 de abril de 1845, como parte de veintiún discursos publicados entre 1843 y 1845 conocidos como Discursos edificantes publicados con su propio nombre y no con seudónimo como era costumbre en Kierkegaard.
Estos escritos marcan el comienzo de su carrera como escritor religioso, y señalan el pasaje de su primera etapa, caracterizada por obras de carácter estético o poético, a esta segunda etapa en donde es capaz de expresar su vocación religiosa. Estos escritos son publicados paralelamente a sus obras firmadas con seudónimo, y que en muchas ocasiones discuten perspectivas ya señaladas o teorizadas en los Discursos. La mayoría de ellos son meditaciones en torno a pasajes de la Biblia, similares, entonces, al contenido de Temor y Temblor. El destinatario de la obra es "el individuo", o "el hombre como puede llegar a ser".

## Estructura
La obra, como su nombre lo indica, está compuesta de tres discursos respecto a hipotéticas situaciones que tienen como marco sendos servicios religiosos:
- Lo que significa buscar a Dios. En ocasión de una confesión.
- El amor lo conquista todo. En ocasión de una boda.
- De la definitividad de la muerte. Al lado de una tumba.

### Lo que significa buscar a Dios
Es una apelación a la pureza consistente en la ausencia de pecado que permite la visión de Dios, pero al mismo tiempo sólo los pecadores 
tiene la oportunidad de darse cuenta de la cercanía divina.

### El amor lo conquista todo
En este discurso el filósofo danés pone al amor como el centro de la vida marital haciendo la distinción entre el erotismo y el amor.

### De la definitividad de la muerte
Es una contemplación de la muerte donde toda oportunidad termina y no es posible recuperar nada de lo que se tuvo en vida.